# Nicolae Josan
Nicolae Josan (Rezina, 18 settembre 1983) è un ex calciatore moldavo, di ruolo centrocampista.